# Spencer Weir-Daley
Spencer James Andrew Weir-Daley (Londres, Inglaterra, Reino Unido, 24 de enero de 1991) es un futbolista británico que juega como delantero en el Pinchbeck United de la United Counties League de Inglaterra. Anteriormente jugó para Nottingham Forest, Macclesfield Town, Lincoln City, Bradford City, Notts County, Boston United y Kettering Town. Es internacional con la selección de fútbol de Montserrat.

## Carrera

### Nottingham Forest
Nacido en Leicester, Weir-Daley comenzó su carrera en Nottingham Forest en 1996 a los 10 años, progresando en su Academia y debutando después de exitosas temporadas en los equipos juveniles y de reserva. Hizo su debut en un partido de la Copa de la Liga contra el Macclesfield Town y anotó en su debut en la Football League con el Forest en una victoria a domicilio por 3-1 sobre el Gillingham. Después de ocho apariciones en el primer equipo, fue marginado en noviembre por una grave lesión en el hombro. Eso lo mantendría fuera por el resto de la temporada 2005-06.
En agosto de 2006, Weir-Daley fichó cedido por el Macclesfield Town de la Liga Dos en apuros durante tres meses. Jugó siete partidos de Liga y marcó dos goles. En enero de 2007, se mudó cedido a otro equipo de la Liga Dos, Lincoln City, cedido, lo que generó interés en un acuerdo permanente y varios otros clubes después de anotar contra MK Dons y luego dos goles contra Walsall, todos los cuales fueron en vivo en el cielo. TV Incluyendo un premio al Hombre del Partido en el partido de Walsall Su forma lo llevó a ser considerado para el premio al jugador del mes de la Liga Dos de febrero, en el que quedó en segundo lugar perdiendo ante Wayne Hennessey del condado de Stockport
El 22 de marzo, fecha límite para los préstamos de emergencia, Weir-Daley fue cedido por el club Bradford City de la League One y anotó en su debut un empate de último minuto en un empate 1-1 con AFC Bournemouth Después de su período de préstamo de Bradford City Weir-Daley fue llamado por Nottingham Forest para sus partidos de play-off de la League One. Weir-Daley jugó en la victoria por 2-0 sobre Yeovil Town en el partido de ida de la semifinal de los play-offs, que resultó ser su última aparición con Forest, ya que no participó en el partido de vuelta en el que fueron derrotados por 5-2. en el Terreno de la Ciudad. Más tarde, Weir-Daley rechazó una oferta de contrato de un año indicando que el motivo era su búsqueda del fútbol regular. Hizo 11 apariciones en total para Forest anotando dos goles.

### Notts County
Weir-Daley rechazó el interés de Bradford de firmar un contrato de dos años con el Notts County.
Weir-Daley se convirtió en el primer delantero del condado de Notts en anotar en la temporada 2007-08 (incluida la pretemporada), cuando anotó en su tercera apertura de la temporada en el empate 1-1 del condado de Notts con el Rotherham United el 22 de septiembre. Fue liberado de su contrato en enero de 2009 cinco meses antes por consentimiento mutuo junto con el también jugador del condado Jay Smith. Weir-Daley había jugado 48 juegos para el condado, aunque solo 12 fueron aperturas, anotó tres goles, todos los cuales llegaron en la liga.

### Boston United
Se unió a Boston United en octubre de 2009, anotando 21 goles en la temporada 2009-10 ayudando al club a ascender. En mayo de 2011, Boston United le ofreció a Spencer un nuevo contrato, rechazó la oferta y se convirtió en agente libre.
Circulaban rumores de una mudanza inminente a Grimsby Town, sin embargo, en un foro de fanáticos el 18 de julio de 2011, los gerentes conjuntos Paul Hurst y Rob Scott, quienes dirigieron a Weir-Daley en Boston, comentaron que no tenían interés en traerlo a Blundell Park.

### AFC Telford United
A finales de agosto de 2011 fichó por el AFC Telford United hasta el final de la temporada 2011-12.

### Boston United (2.ª etapa)
En enero de 2012 se reincorporó a su antiguo club. El 1 de enero de 2013, Weir-Daley anotó su gol número 50 en competición con el club en la derrota por 2-1 ante Corby Town después de 96 aperturas y 21 como suplente.

### Corby Town
Weir-Daley fichó por Corby Town con un contrato de un año en junio de 2014, tras la expiración de su contrato en Boston United. Weir-Daley desempeñó un papel clave cuando Corby se coronó campeón el último día de la temporada 2014-15 de la Southern Football League anotando dos veces, incluido el ganador, en prácticamente un partido decisivo de los playoffs de la liga. Weir-Daley también terminó como el máximo goleador del club con 23 goles en 38 aperturas.

### Kettering Town
En febrero de 2016, Weir-Daley fichó cedido por el club Kettering Town de la Liga Sur hasta el final de la temporada. Marcó su primer gol con el Kettering Town a los cuatro minutos de su debut en la victoria por 2-0 en el Chippenham Town, segundo clasificado. Weir-Daley anotó siete goles en 11 apariciones y Kettering se perdió por poco los playoffs por un punto. Weir-Daley volvió a firmar para la temporada 2016-17 ya que Kettering era uno de los favoritos para el ascenso, aunque tuvo un comienzo lento. Los goles de Weir-Daley seguían llegando, incluido un triplete contra St Neots Town.

### Hednesford Town
El 8 de diciembre de 2016 se anunció que Weir-Daley había fichado por el Hednesford Town de la Northern Premier League.

### Redditch United
El 27 de julio de 2017 se anunció que Weir-Daley había fichado por el equipo Redditch United de la División Premier de la Liga Sur. Marcó su primer gol para el club en un amistoso de pretemporada contra el Boldmere St. Michaels de la Midland League en la victoria por 3-1 del Redditch. Weir-Daley hizo su debut competitivo con Redditch en una victoria por 5-0 contra Dunstable Town en el día inaugural de la temporada 2017-18.
Luego pasó a jugar para AFC Rushden & Diamonds, Barwell y Peterborough Sports, a quienes se unió en octubre de 2018. Luego estuvo en Gresley, Shepshed Dynamo y Spalding United. En la temporada 2021-22 jugó para Melton Town y Pinchbeck United.

## Selección nacional
Weir-Daley fue convocado a Montserrat en marzo de 2015 para el doble partido de clasificación para la Copa Mundial de la FIFA 2018 contra Curazao.
Weir-Daley anotó su primer gol internacional con Montserrat el 14 de octubre contra Belice en la clasificación de la Liga de Naciones CONCACAF 2019-20 para ganar 1-0.

### Goles internacionales
| #  | Fecha                    | Sede                                       | Adversario  | Gol  | Resultado | Competencia                                           |
| -- | ------------------------ | ------------------------------------------ | ----------- | ---- | --------- | ----------------------------------------------------- |
| 1. | 14 de octubre de 2018    | Estadio Blakes Estate, Lookout, Montserrat | Belice      | 1 –0 | 1-0       | Clasificación de la Liga de Naciones CONCACAF 2019-20 |
| 2. | 16 de noviembre de 2018  | Estadio Ergilio Hato, Willemstad, Curazao  | Aruba       | 1 –0 | 2-0       | Clasificación de la Liga de Naciones CONCACAF 2019-20 |
| 3. | 10 de septiembre de 2019 | Estadio Blakes Estate, Lookout, Montserrat | Santa Lucía | 1 –0 | 1-1       | 2019-20 CONCACAF Liga de Naciones B                   |